# زاوية الصعود
في الديناميكا الهوائية، تدرج التسلق هو النسبة بين المسافة المقطوعة فوق الأرض والارتفاع المكتسب، ويتم التعبير عنه كنسبة مئوية. يمكن تعريف زاوية الصعود على أنها الزاوية بين مستوى أفقي يمثل سطح الأرض ومسار الرحلة الفعلي الذي تتبعه الطائرة أثناء صعودها.

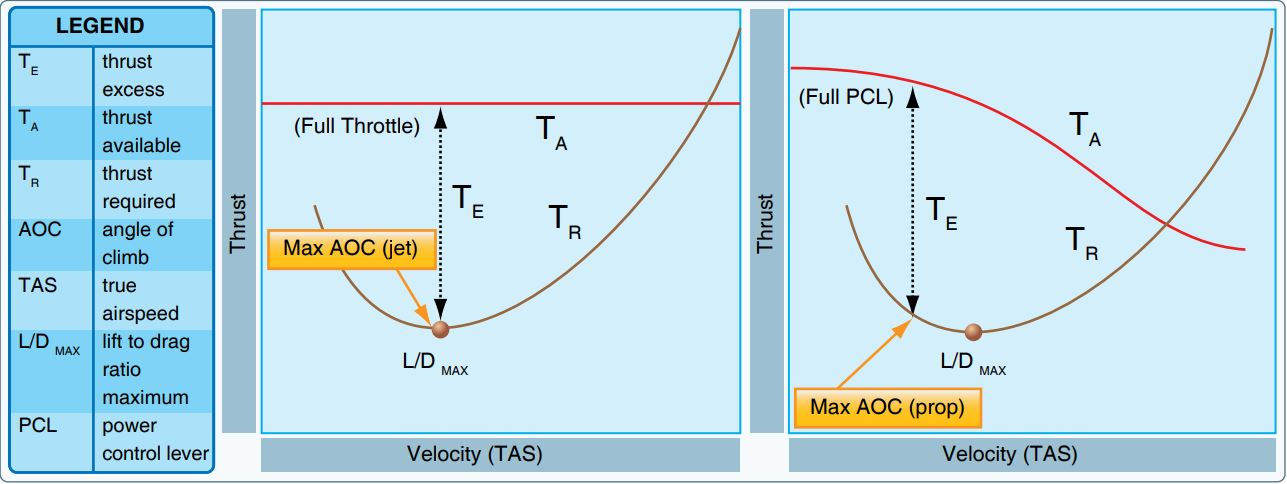
أفضل زاوية تسلق لطائرة نفاثة وطائرة مروحية

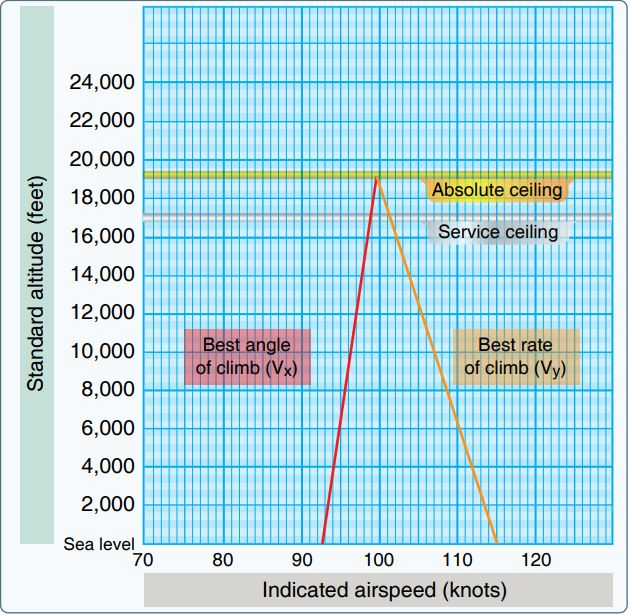
أفضل زاوية للتسلق كدالة للارتفاع

سرعة نوع الطائرة التي تكون فيها زاوية الصعود أكبر تسمى VX. إنها دائمًا أبطأ من VY، السرعة لأفضل معدل صعود. نظرًا لأن هذا الأخير يوفر أسرع طريقة للحصول على مستويات الارتفاع، بغض النظر عن المسافة المقطوعة أثناء هذه المناورة، فهو أكثر صلة بالقيادة. من ناحية أخرى، فإن الحد الأقصى لزاوية الصعود هو المكان الذي تكتسب فيه الطائرة أكبر ارتفاع في مسافة معينة ، بغض النظر عن الوقت اللازم للمناورة. هذا مهم لإزالة العوائق، وبالتالي هو السرعة التي يستخدمها الطيار عند تنفيذ إقلاع «مجال قصير». يزيد VX مع الارتفاع ويقل VY مع الارتفاع حتى يتقاربان عند السقف المطلق للطائرة.

إن السرعة الأفضل لزاوية الصعود (BAOC) للطائرة هي السرعة التي يتوفر بها أقصى قوة دفع زائدة. الدفع الزائد هو الفرق بين السحب الكلي للطائرة وخرج الدفع للمحرك. بالنسبة للطائرة النفاثة ، تكون هذه السرعة قريبة جدًا من السرعة التي يحدث بها الحد الأدنى الإجمالي للسحب.